# ビーコン・コミュニケーションズ
ビーコン コミュニケーションズ（Beacon Communications）は東京都品川区に本社を置く外資系広告代理店。フランスの世界的広告代理店ピュブリシス・グループ（パブリシス）と、電通との合弁企業。

## 概要
前身は、アメリカ・シカゴの大手総合広告代理店レオ・バーネット・ワールドワイドと、フジ・メディア・ホールディングス傘下の協同広告が、1976年に合弁で日本に設立した「レオ・バーネット協同」である。
1999年、レオ・バーネット・ワールドワイドはニューヨークのマクマヌス・グループ（のちのダーシー・マシウス・ベントン・アンド・ボウルズ）と東京の電通とともに、Bcom3グループを創設した。
レオ・バーネットが協同広告との合弁を解消した後の2001年1月に、Bcom3グループ3社の資本により、東京都にビーコン コミュニケーションズが設立。
2002年、フランスに本社を置く欧州最大・世界最大級の広告代理店グループ、ピュブリシス・グループ（パブリシス、フランス語版・英語版）がレオ・バーネット・ワールドワイドとダーシー・マシウス・ベントン・アンド・ボウルズを買収し、Bcom3もピュブリシスの傘下となった。

## 主なクライアント
- フィリップ・モリス
- マクドナルド
- ナイキ
- 3M
- P&G
- アイフル
- スカイマーク
- フィアットアルファロメオ・ジャパン